# O Sonho não Acabou
O Sonho não Acabou é um filme brasileiro de 1982, do gênero drama, dirigido por Sérgio Rezende. Este filme de Sérgio Rezende marcou a estreia de vários atores no cinema brasileiro, dentre os quais Lauro Corona, Miguel Falabella e Lucélia Santos. Reconhecido pela crítica especializada como um dos 10 melhores filmes lançados em 1982.

## Sinopse
Em plena capital federal brasileira, a rotina de um grupo de jovens, com seus sonhos, aspirações e desilusões. Após a opressão nos anos 60, uma nova geração de jovens em Brasília procura escapar do conformismo. Alguns deles experimentam drogas e, eventualmente, fazem parte do tráfico. Numa noite, todos se encontram no mesmo lugar, mas cada um terá um destino diferente.

## Elenco
- Miguel Falabella .... Silveirinha
- Lucélia Santos .... Lucinha
- Louise Cardoso .... Carol
- Lauro Corona .... Ricardo
- Daniel Dantas
- Maria Pompeu
- Lajar Muzuris